# جورج هاربر (لاعب كريكت)
جورج هاربر (30 أغسطس 1865 في المملكة المتحدة - ) (بالإنجليزية: George Harper)‏ هو لاعب كريكت بريطاني.